# LL Andromedae
LL Andromedae (en abrégé LL And) est une nova naine de la constellation d'Andromède, découverte durant l'année 1979. Elle a une magnitude apparente qui varie de 14,3 à 19,4. C'est une étoile variable de type SU Ursae Majoris.

## Variabilité
La variabilité est similaire à celle de WZ Sagittae (en). Comme WZ Sagittae, elle a de longs cycles d'éruption (observés seulement en 1979, 1994 et 2004) et des super-bosses ont été détectées sur une courte période. Elle a été observée avec une période de rotation de 1,32 heures, qui a attribué la période orbitale du système. Cependant, en comparaison de WZ Sagittae, l'amplitude des éruptions est petite et les super-bosses sont courtes.

## Système
On sait peu de chose sur les composants de LL Andromedae car il s'agit d'un objet faible. L'une des deux composants est probablement une naine blanche en accrétion comme dans toutes les novas naines. Une naine brune a été proposée, mais la courte périodicité des super-bosses laisse plutôt entrevoir la présence d'un compagnon massif.